# Hasan-ibn-Sabbáh
Hasan-ibn-Sabbáh (persky حسن صباح‎), na západě zvaný Stařec z hory, (přibližně 1050? – 12. června 1124) byl náboženský a vojenský vůdce, zakladatel Nizárijsko-ismá'ílítského státu a hnutí Asasínů.
Narodil se do ší'itské rodiny v Qomu kolem roku 1050, později žil ve městě Rej. V sedmnácti letech konvertoval k ismá'ílíje. Zajímal se o astronomii, matematiku a filozofii; hodně cestoval, navštívil například Arménii, Damašek a Káhiru. V roce 1090 se se svými přívrženci zmocnil hradu Alamút na severu dnešního Íránu. Tím vznikl asasínský stát, který se postupně sítí pevností rozšířil do oblastí Persie a Sýrie. Sám pevnost neopustil až do své smrti v roce 1124.
Je zmiňován v několika dílech Williama Burroughse, včetně knih Nova Express (1964), Města rudých nocí (1981), Místo slepých cest (1983) a Západní země (1987).